# Herbert von Kuhlberg
Herbert von Kuhlberg (łot. Herberts fon Kūlbergs, ros. Герберт фон Кульберг, ur. 22 listopada 1893 w Rydze, zm. 12 września 1915) – łotewski pływak niemieckiego pochodzenia z początków XX wieku reprezentujący Imperium Rosyjskie, uczestnik igrzysk olimpijskich.

## Kariera
Na igrzyskach olimpijskich wystąpił raz – na V Letnich Igrzyskach Olimpijskich w Sztokholmie wystartował w wyścigu pływacki na 100 metrów. W pierwszym wyścigu eliminacyjnym zajął z nieznanym czasem czwarte miejsce i odpadł z dalszej rywalizacji.
Zawodnik reprezentował barwy klubu 1. Baltijas Peldēšanas Biedrība.